# Südliche Nächte
Südliche Nächte ist ein deutscher Spielfilm in Schwarzweiß von Robert Adolf Stemmle aus dem Jahr 1953. Die Hauptrollen sind mit Germaine Damar, Walter Müller und Waltraud Haas besetzt. Das Drehbuch stammt von Aldo von Pinelli und vom Regisseur. In der Bundesrepublik Deutschland kam der Film zum ersten Mal am 8. September 1953 in Essen in die Kinos.

## Handlung
Antonio Buschmann hat seinen Neffen Harry und dessen Freund Thomas mit der Leitung seines Vergnügungslokals „Santa Lucia“ beauftragt. Weil die beiden jungen Leute besonders für Italien schwärmen, verpassen sie dem Lokal eine mediterrane Note und den neuen Namen „Blaue Grotte von Capri“. Onkel Buschmann hat dafür jedoch kein Verständnis und entlässt die zwei fristlos, sehr zum Leidwesen der Angestellten Eva Wandel, die sich in Harry verliebt hat.
Mit einem Wohnwagen machen sich Harry und Thomas auf nach Italien. Dort wollen sie die Sängerin Gina suchen, die sie während des Krieges kennengelernt, aber aus den Augen verloren haben. Unterwegs kommt ihnen die gesamte Barschaft abhanden. Nach ihrer Rast in der Schänke von Mama Bianca sind sie gezwungen, der Wirtin den Wohnwagen als Pfand zu hinterlegen. Die Spur der gesuchten Sängerin führt nach Venedig. Zwar ist sie dort nicht zu finden, aber dafür landen die beiden Freunde im Fußballtoto den Hauptgewinn und sind nun ihre Geldsorgen los.
Buschmanns neuer Geschäftsführer erweist sich als unfähig. Lieber hätte er wieder seinen Neffen an dessen Stelle. Daher erlaubt Buschmann seiner Mitarbeiterin Eva, nach Italien zu fahren, um die zwei zur Rückkehr in die Heimat zu bewegen. In Italien entdeckt sie vor Mama Biancas Schänke den ihr gut bekannten Wohnwagen, löst ihn aus und setzt mit ihm ihre Suche fort. Schließlich wird sie in Neapel fündig: Harry, der inzwischen seine geliebte Gina wiedergefunden hat, arbeitet mit dieser in einem heruntergekommenen Zirkus. Harry steckt seinen gesamten Totogewinn in das Unternehmen, damit Gina dort ihre Revue „Südliche Nächte“ aufführen kann. Blind vor Liebe entgeht ihm, dass Gina längst auf ihren Partner Renato abgefahren ist und der Manager Zaccarella in die eigene Tasche wirtschaftet. 
Das von Eva übermittelte Angebot, die Leitung des Vergnügungsetablissements „Santa Lucia“ zu übernehmen, scheint Harry zunächst nicht zu beeindrucken. Eva aber gibt nicht auf. Sie reist der Truppe hinterher, zuerst nach Capri und dann nach Sizilien. Nach etlichen Missverständnissen erkennt Harry, dass nicht Gina, sondern Eva die richtige für ihn ist. Thomas hat sich während der Reise in die Tänzerin Angela verliebt. Glücklich kehren die vier in die Heimat zurück.

## Ergänzungen
Der Film wurde in den Ateliers der Bavaria Film in Geiselgasteig produziert. Die Außenaufnahmen entstanden in München, in den Dolomiten, am Gardasee, in Sirmione, Venedig, Pisa, Florenz, Siena, Rom, Neapel, auf Capri, in Sorrent, Palermo und Messina. Die Bauten wurden vom Szenenbildner Karl Weber entworfen. Heinz-Joachim Ewert war Produktionsleiter. In dem Film sind u. a. folgende Lieder zu hören, alle komponiert von Gerhard Winkler und getextet von Kurt Feltz:
- Rosen erblühten, als wir uns fanden,
- der Tango Südliche Nächte,
- der Langsame Walzer Mandolinen der Liebe erklingen,
- das Couplet Italienischer Salat und
- der Foxtrott Nimm mich mit, mit, mit in die wunderschöne Welt.

Interpreten der Schlager sind René Carol, Gitta Lind, Willy Schneider, Franz Fehringer, das Sunshine-Quartett und das Cornel-Trio. Die Tänze stammen von der Choreografin Tatjana Gsovsky. Als Solisten sieht man Gert Reinholm und Robby Gay. Es spielen das Tanz- und Unterhaltungsorchester des Nordwestdeutschen Rundfunks Köln unter der Leitung von Adalbert Luczkowski und das Symphonie-Orchester Graunke unter der Leitung seines Gründers Kurt Graunke.

## Kritik
„Romantische Liebe und viel Musik in einer törichten Handlung […] vor Reiseprospektansichten von Italien. Anspruchslose Unterhaltung.“

## Quelle
- Programm zum Film: Das Neue Film-Programm, erschienen im gleichnamigen Verlag, Neustadt an der Weinstraße, ohne Nummernangabe